# Ображиевка
Ображи́евка (укр. Ображіївка) — село, Ображиевский сельский совет, Шосткинский район, Сумская область, Украина.
Население по переписи 2001 года составляло 1419 человек.
Является административным центром Ображиевского сельского совета, в который, кроме того, входит село
Красулино.

## Географическое положение
Село Ображиевка находится между реками Ивотка и Шостка (2—3 км) в 5 км от реки Десна.
На расстоянии в 2 км начинается город Шостка.
По селу протекает пересыхающий ручей с запрудой.

## История
- Село Ображиевка основано в 1669 году и называлось тогда Преображенским [источник не указан 3940 дней].
- В 2 км к северо-востоку от села, в урочище Гудимовка, обнаружена стоянка времён неолита.
- В конце XIX века переселенцы из села Ображиевка основали село Абражеевка в Черниговском районе Приморского края.

## Объекты социальной сферы
- Школа.[источник не указан 1424 дня]
- Детский сад [источник не указан 1424 дня]

## Известные уроженцы
- Кожедуб Иван Никитович (1920—1991) — лётчик-ас времён Великой Отечественной войны, наиболее результативный лётчик-истребитель, трижды Герой Советского Союза, маршал авиации, родился в селе Ображиевка.
- Бочек, Пётр Семёнович (1925—2018) — Герой Советского Союза.

## Достопримечательности
- Церковь Св. Михаила и колокольня[источник не указан 1424 дня];
- Бронзовый бюст Ивану Кожедубу[2].